# Џон Новак
Џон Новак (енгл. John Novak; Каракас, 9. септембар 1955) је амерички глумац. Новак је најпознатији по улози Селинџера у научно-фантастичном филму Доктор Ху.